# خوليو سيزار أرانا
خوليو سيزار أرانا (بالإسبانية: Julio César Arana del Águila)‏ هو سياسي بيروفي، ولد في 1864 في بيرو، وتوفي في 1952 في ليما في بيرو.